# Søren Revsbæk
Søren Revsbæk (født 19. januar 1968) er tidligere viceborgmester i Næstved Kommune og er i dag menigt medlem af byrådet. Revsbæk har tidligere været folketingskandidat for partiet Venstre. Han er uddannet HD i regnskab og var frem til 2015 registreret revisor, hvor han i efteråret 2015 tog eksamen som statsautoriseret revisor. 
Søren Revsbæk er kendt fra den offentlige debat gennem læserbreve i dagblade og udsendelser på Næstved Lokal Radio.

## Baggrund
Søren Revsbæk blev født på Næstved Centralsygehus som søn af overlærer Lise Revsbæk og direktør Frank Martens. Han gik på Lille Næstved Skole og fortsatte på Næstved Handelsskole.
Søren Revsbæk er samboende med landskabsarkitekt Eva Rasmussen og har to børn. De bor i Næstved by.

## Arbejde
Efter endt handelsskoleuddannelse startede han som revisorelev og læste sideløbende HD på Handelshøjskolen i København. Han blev i 1993 registreret revisor. I november 2015 tog han eksamen som statsautoriseret revisor. Søren Revsbæk etablerede i september 1993 eget revisionskontor i Næstved under firmanavnet "Revsbæk Revision."
Tillige med sin revisionsvirksomhed er Søren Revsbæk underviser på Regnskabsskolen og forfatter til Bogen om skat for selvstændige samt medforfatter til Bogen om Fradrag (2016) og Bogen om årsafslutning i bogholderiet (2017).
Revsbæk Revision er medlem af FSR - Danske Revisorer.

## Politisk karriere
Søren Revsbæk startede sin politiske karriere som medlem af Venstres Ungdom i 1985. I 1987 blev han medlem af VU's Landsstyrelse.
Søren Revsbæk har været medlem af Næstved Byråd siden 1990, og har haft flere betydningsfulde poster bl.a. som viceborgmester, formand for Ejendomsudvalget, formand for Havneudvalget og formand for Teknisk Udvalg m.v. I den nuværende valgperiode er han medlem af Økonomiudvalget samt Børn- og Skoleudvalget.
I perioden 1994 til 1999 var han Venstres folketingskandidat i Vordingborgkredsen og blev senere i perioden 2003 til 2006 partiets folketingskandidat i Næstvedkredsen indtil kommunalreformen ændrede kredsinddelingen.